# Sveti Petar (otok)
Sveti Petar je otok u Ilovičkim vratima (Jadransko more) i zatvara ih s istočne strane. Pruža se u pravcu zapadsjeverozapad - istokjugoistok.
Sjeverno od Svetog Petra se nalazi otok Kozjak i Lošinj, a južno se nalazi otok Ilovik i samo mjesto Ilovik. Ploveći dalje prema sjeveru bi se došlo do otoka Orjula, Velih i Malih.
Najviši vrh iznosi 62 m. Najistočnija točka je rt Južna Glavina.
Na otoku se nalaze ostaci benediktinskog samostana, koji je pripadao nekadašnjoj opatiji na otoku Susku. Na tom mjestu se danas nalazi groblje gdje Ilovičani pokapaju svoje mrtve.
U povijesti je Sveti Petar služio i kao karantena na putu prema Veneciji, iz tog doba su vidljivi i brodski vezovi, te ostaci upravne zgrade koja je danas u privatnom vlasništvu.
Otok je gotovo ne nastanjen (osim u izletničke svrhe), a zemljište većinom pripada stanovnicima Ilovika, koji su ga ranije obrađivali, a danas ga koriste većinom za ispašu ovaca.